# Бистр
Бистр (фр. bistre) — это коричневый водорастворимый пигмент из смолистой сажи обугленного бука, каучукового дерева или другого смолистого дерева, смешанный с растворимым в воде растительным клеем. В средневековой Европе одна из четырех, наряду с чернилами, тушью, сепией, жидких красок для рисования. Средневековый бистр представлял собой раствор печной сажи в воде, который фильтровался.

## Описание

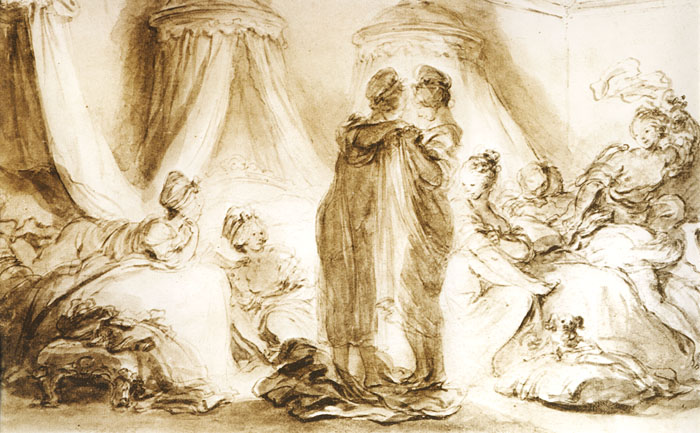
Жан-Оноре Фрагонар. Рисунок. Бистр

Сходен с асфальтом по цвету и составу. Цвет краски, интенсивный черно-бурой, иногда с рыжиной, при разбавлении водой приобретает мягкость и разнообразные оттенки желтоватого цвета. Пигмент имеет тенденцию к выцветанию на свету, принимая серый оттенок.

## История
Впервые бистр упоминается в 1431 году под названием calogo. Однако его применение началось гораздо раньше — этот материал применялся в итальянских книжных миниатюрах уже в XIV веке. Первое зарегистрированное использование бистра в качестве названия цвета на английском языке зафиксировано в 1727 году; другое его наименование на английском — коричневый сажистый.
Бистр был популярен у европейских художников XV—XVIII веков при рисовании пером и кистью и комбинации этих двух способов. В конце XVIII века был вытеснен сепией и тушью.
В старинных рисунках бистр без химического анализа неотличим от чернил, приобретающих со временем коричневый оттенок.

## Приготовление
Бистр делался из сажи буковой древесины, она растиралась и в несколько приёмов промывалась в горячей воде, таким образом из сажи удалялась смола. Подготовленный порошок заливали водой, которую сливали с осадка. Отмученный осадок соединяли с клеевым раствором камеди вишнёвой или сливовой. Вода выпаривалась, и оставалась воскообразная масса, из которой формировали таблетки, бистр был готов к применению после высыхания. Цвет материала зависел от степени пережога древесины.
Также бистр можно приготовить из корня цикория. Бистр из цикория устойчив к выгоранию, ему не страшна повышенная влажность. Водостойкость бистру из цикория можно придать, сварив его с квасцами и осадив раствором соды или поташа.